# Девяткин, Пётр Геннадьевич
Пётр Генна́дьевич Девя́ткин (8 марта 1977 года, Усть-Каменогорск, Казахская ССР, СССР — 10 сентября 2016 года, Новосибирск, Россия) — казахстанский хоккеист, игрок сборной Казахстана.

## Биография
Воспитанник усть-каменогорской хоккейной школы (первый тренер — Владимир Беляев). Профессиональную карьеру начал в 1993 году во втором составе московского «Динамо», представлявшем клуб в Открытом чемпионате России. В сезоне 1994/1995 в основном составе клуба стал чемпионом России. В следующем сезоне представлял дебютировавший в межнациональной лиге клуб «Нефтехимик» из Нижнекамска.
В сезоне 1996/1997 (первый турнир чемпионата России) сначала вернулся в московское «Динамо», затем перешёл в уфимский «Салават Юлаев», который представлял до 2000 года. В первом же сезоне клуб завоевал бронзовые медали чемпионата.
В уфимский период Пётр Девяткин привлекался в состав различных национальных сборных Казахстана. Дважды входил в молодёжную сборную страны, которая в 1996 году победила на проходившем в Словении турнире группы «С» чемпионата мира, а в 1997 году — на проходившем в Киеве (Украина) турнире группы «В», после чего квалифицировалась в группу сильнейших молодёжного чемпионата мира. В 1998 году входил в олимпийскую сборную, представлявшую Казахстан на Зимней Олимпиаде в Нагано (Япония), где команда, пробившись из квалификационного турнира, вышла в 1/4 финала. В 1999 году на проходившем в Дании турнире группы «В» чемпионата мира в составе национальной сборной завоевал бронзовые медали. В том же году команда Казахстана с его участием стала победителем Зимних Азиатских игр, проходивших в Канвондо (Республика Корея).
В 2000 году перешёл в московский «Спартак», выступавший в высшей лиге, но вскоре вернулся в Суперлигу в составе хабаровского «Амура». В 2001—2004 годах представлял лениногорский «Нефтяник» (2001—2003) и пензенский «Дизель» (2003—2004), игравшие в высшей лиге. В сезоне 2004/2005 в составе минского «Динамо» участвовал в чемпионате Белоруссии.
Завершил карьеру в составе клубов младших российских дивизионов: ижевской «Ижстали» и кирово-чепецкой «Олимпии» (2005 год, высшая лига), «Стали» из Аши (вторая лига, 2005/2006) и «Кристалл-Югры» из Белоярского (первая лига, 2006/2007).
После завершения игровой карьеры работал тренером в ДЮСШ в Новосибирске.

### Смерть
Тело Петра Девяткина было обнаружено повешенным утром 10 сентября 2016 года у дома № 12 по улице Немировича-Данченко в Новосибирске. Была найдена предсмертная записка. По данным полиции, Девяткин покончил с собой из-за крупных долгов.
Похоронен на Северном кладбище Новосибирска (квартал 20).

## Достижения
- Чемпион России 1994/1995.
- Бронзовый призёр чемпионата России 1996/1997.
- Чемпион зимних Азиатских игр 1999.